# Evnne
Evnne (coréen : 이븐) est un boys band sud-coréen formé en 2023 par Jellyfish Entertainment. Le groupe est composé de Keita, Park Han-bin, Lee Jeong-hyeon, Yoo Seung-eon, Ji Yun-seo, Mun Jung-hyun et Park Ji-hoo. Le groupe a fait ses débuts avec la sortie du mini-album Target: ME le 19 septembre 2023.

## Carrière

### Activités et formation pré-débuts
En 2023, Mnet diffuse le programme de télé-réalité musicale Boys Planet, qui voit 98 candidats d'horizons divers s'affronter pour faire partie d'un boys band temporaire sous l'agence WakeOne. À la fin de l'émission, neuf candidats sont sélectionnés pour faire partie des membres de Zerobaseone, qui ont débuté le 10 juillet 2023.
Plus tard, le 3 août, Jellyfish Entertainment annonce que sept des finalistes perdants de l'émission feraient leurs débuts sous l'agence durant le second semestre de l'année 2023, au sein du boys band BLIT, à la suite de « discussions approfondies » qui ont abouti à l'accord des agences des différents trainees — WakeOne, Yuehua Entertainment et Rain Company — pour former le groupe. L'agence explique que le nom du groupe est l'acronyme de « Boldly Leaping Into Tomorrow » ("Bondir hardiment vers demain"), ajoutant que le groupe promet de « briser des frontières artistiques ». À la suite d'inquiétudes concernant d'éventuelles interprétations erronées du nom du groupe, Jellyfish Entertainment renomme le groupe "Evnne" après consultations avec les membres. L'agence explique que le nom est dérivé de la combinaison de "mots inhabituels" signifiant "Evening's Newest Etoiles" ("La toute nouvelle étoile du soir"), qui représente une "nouvelle étoile montante dans le ciel nocturne".
La composition du groupe inclut plusieurs membres ayant eu une expérience préalable dans l'industrie du divertissement avant même leur participation à Boys Planet. En 2021, Keita a fait ses débuts au sein du boys band Ciipher sous Rain Company, tandis que Park Han-bin a participé à l'émission Loud de SBS TV avant de rejoindre WakeOne en tant que trainee[réf. nécessaire].

### 2023: Débuts avecTarget: Me
Le 16 août 2023, il a été annoncé qu'Evnne feraient leurs débuts officiels le 19 septembre, avec le mini-album Target: ME et le titre Trouble,,,.

### 2024:Un: Seen,Ride or Dieet débuts japonais
Le 22 janvier 2024 marque la sortie de leur second mini-album intitulé Un: SEEN et du single Ugly,,. Avec ce titre, Evnne obtient ses premières victoires dans une émission musicale sud-coréenne. Le groupe remporte ainsi la première place dans l'émission Show Champion et l'émission Music Bank, respectivement le 31 janvier et le 2 février 2024,.
Le troisième mini-album d'Evnne Ride or Die est révélé le 17 juin 2024. Celui-ci s'accompagne d'un troisième single intitulé Badder Love,,.
Le 5 novembre 2024, Evnne fait ses débuts japonais avec un single numérique intitulé Keshiki (景色) dont le leader Keita a participé à l'écriture.

### 2025:Hot Mess
Le 10 février 2025, Evnne fait son retour avec un quatrième mini-album intitulé Hot Mess, accompagné d'un clip pour le titre éponyme de l'album,,. Grâce à ce titre, le groupe obtient à nouveau la première place dans l'émission Music Bank le 21 février 2025.

## Membres
| Nom             | Nom           | Date de naissance | Nationalité  | Position                  | Agence               |
| Romanisé        | Coréen        | Date de naissance | Nationalité  | Position                  | Agence               |
| --------------- | ------------- | ----------------- | ------------ | ------------------------- | -------------------- |
| Keita           | 케이타 / 佳汰 | 4 juillet 2001    | Japonaise    | Leader, rappeur principal | Rain Company         |
| Park Han-bin    | 박한빈        | 1er mars 2002     | Sud-coréenne | Danseur principal         | WakeOne              |
| Lee Jeong-hyeon | 이정현        | 11 septembre 2002 | Sud-coréenne | -                         | WakeOne              |
| Yoo Seung-eon   | 유승언        | 2 janvier 2004    | Sud-coréenne | Chanteur principal        | Yuehua Entertainment |
| Ji Yun-seo      | 지윤서        | 15 octobre 2004   | Sud-coréenne | -                         | Yuehua Entertainment |
| Mun Jung-hyun   | 문정현        | 31 mars 2005      | Sud-coréenne | -                         | WakeOne              |
| Park Ji-hoo     | 박지후        | 14 juillet 2006   | Sud-coréenne | Maknae                    | WakeOne              |

## Discographie

### Mini-albums (EP)
| Année | Titre                       | Détails                                                                | Classements | Classements | Ventes                           |
| Année | Titre                       | Détails                                                                | COR         | JAP         | Ventes                           |
| ----- | --------------------------- | ---------------------------------------------------------------------- | ----------- | ----------- | -------------------------------- |
| 2023  | Target: ME (1er mini album) | - Date de sortie : 19 septembre 2023 - Label : Jellyfish Entertainment | 1           | 6           | - COR : 264 193+ - JAP : 33 114+ |
| 2024  | Un: SEEN (2e mini album)    | - Date de sortie : 22 janvier 2024 - Label : Jellyfish Entertainment   | 2           | 7           | - COR : 190 934+ - JAP : 24 413+ |
| 2024  | Ride or Die (3e mini album) | - Date de sortie : 17 juin 2024 - Label : Jellyfish Entertainment      | 7           | 4           | - COR : 207 422+ - JAP : 26 944+ |
| 2025  | Hot Mess (4e mini album)    | - Date de sortie : 10 février 2025 - Label : Jellyfish Entertainment   | 2           | 11          | - COR : 209 296+ - JAP : 15 738+ |

### Singles
| Année    | Titre          | Meilleures positions | Meilleures positions | Album       |
| Année    | Titre          | COR                  | COR D/L              | Album       |
| Coréens  | Coréens        | Coréens              | Coréens              | Coréens     |
| -------- | -------------- | -------------------- | -------------------- | ----------- |
| 2023     | Trouble        | —                    | 57                   | Target: ME  |
| 2024     | Ugly           | —                    | 8                    | Un: SEEN    |
| 2024     | Badder Love    | —                    | 11                   | Ride or Die |
| 2025     | Hot Mess       | —                    | 8                    | Hot Mess    |
| Japonais |                |                      |                      |             |
| 2024     | Keshiki (景色) | —                    | —                    | Hors album  |

## Distinctions

### Asian Pop Music Awards
| Année | Catégorie                  | Travail nommé | Résultat   | Réf.   |
| ----- | -------------------------- | ------------- | ---------- | ------ |
| 2023  | Best New Artist (Overseas) | Target: ME    | Nomination | [ 29 ] |

### Circle Chart Music Awards
| Année | Catégorie                           | Travail nommé | Résultat   | Réf.   |
| ----- | ----------------------------------- | ------------- | ---------- | ------ |
| 2023  | Rookie of the Year - Physical Album | Target: ME    | Nomination | [ 30 ] |

### Golden Disc Awards
| Année | Catégorie                 | Travail nommé | Résultat   | Réf.   |
| ----- | ------------------------- | ------------- | ---------- | ------ |
| 2023  | Rookie Artist of the Year | Evnne         | Nomination | [ 31 ] |

### Hanteo Music Awards
| Année | Catégorie                 | Travail nommé | Résultat   | Réf.   |
| ----- | ------------------------- | ------------- | ---------- | ------ |
| 2023  | Rookie of the Year - Male | Evnne         | Nomination | [ 32 ] |
| 2024  | Emerging Artist           | Evnne         | Lauréat    | ,      |
| 2024  | Global Artist Award       | Evnne         | Sélection  | ,      |
| 2024  | WhosFandom Award - Male   | Ennve (fans)  | Nomination | ,      |

### MAMA Awards
| Année | Catégorie                        | Travail nommé | Résultat   | Réf.   |
| ----- | -------------------------------- | ------------- | ---------- | ------ |
| 2023  | Album de l'année (Daesang)       | Target: ME    | Sélection  | [ 35 ] |
| 2023  | Artiste de l'année (Daesang)     | Evnne         | Sélection  | [ 35 ] |
| 2023  | Meilleur nouvel artiste masculin | Evnne         | Nomination | [ 35 ] |
| 2023  | Worldwide Fans' Choice Top 10    | Evnne         | Nomination | [ 35 ] |
| 2024  | Fans' Choice Top 10 - Male       | Evnne         | Nomination | [ 36 ] |

### Seoul Music Awards
| Année | Catégorie          | Travail nommé | Résultat   | Réf.   |
| ----- | ------------------ | ------------- | ---------- | ------ |
| 2023  | Rookie of the Year | Evnne         | Nomination | [ 37 ] |

### The Fact Music Awards
| Année | Catégorie        | Travail nommé | Résultat | Réf.   |
| ----- | ---------------- | ------------- | -------- | ------ |
| 2024  | Global Hot Trend | Evnne         | Lauréat  | [ 38 ] |

### Universal Superstar Awards
| Année | Catégorie           | Travail nommé | Résultat | Réf.   |
| ----- | ------------------- | ------------- | -------- | ------ |
| 2024  | Universal Hot Focus | Evnne         | Lauréat  | [ 39 ] |

### Émission musicale
- 31 janvier 2024 : 1ère place dans Show Champion pour Ugly
- 2 février 2024 : 1ère place dans Music Bank pour Ugly
- 21 février 2025 : 1ère place dans Music Bank pour Hot Mess